# Chetan Anand
Chetan Anand (Laore, 3 de janeiro de 1921 — Bombaim, 6 de julho de 1997) foi um cineasta, roteirista e produtor cinematográfico paquistanês.